# Мухаммед, Файз
Файз Мухаммед (1939, Южный Вазиристан (Пакистан) — 11 сентября 1980, селение Лаке-Тига, провинция Пактия) — государственный и военный деятель Афганистана.

## Семья и образование
Пуштун из племени махсуд-вазиров, населяющего юго-восточную часть «полосы племён» в Пакистане. В начале 1950-х годов переселился в Афганистан. Окончил Кабульский лицей Хошхаль Хана (1961), пехотный факультет Кабульской военной академии (1964), специальные курсы для подготовки офицеров воздушно-десантных войск в СССР (1969—1970).

## Офицер
С 1964 — лейтенант, с 1966 — старший лейтенант, с 1969 — капитан. Занимал пост начальника оперативного отделения батальона «коммандос» (так называемая «часть 444»). Одновременно со службой в армии входил в состав тайной Армейской революционно-демократической организации, близкой к фракции «Парчам» Народно-демократической партии Афганистана (НДПА).

## Министр в администрации Мохаммада Дауда
17 июля 1973 был одним из руководителей военного переворота, приведшего к власти генерала Мухаммеда Дауда. Принял командование над своим батальоном, который взял штурмом королевский дворец. Был произведён в майоры («через чин» — в афганской армии существовал чин старшего капитана, который он миновал), а в 1974 — в подполковники.
С 17 июля 1973 — член высшего органа власти страны — Центрального комитета Республики Афганистан, возглавлявшегося Даудом. Одновременно, в 1973—1975 занимал пост министра внутренних дел. Курировал расследование дела ряда военных и гражданских лиц, обвинённых в сентябре 1973 в заговоре против новой власти. Главный обвиняемый по этому делу, бывший премьер-министр Мухаммед Хашем Майвандваль, по официальным данным, покончил с собой в тюрьме. Ряд западных исследователей считают, что при расследовании применялись пытки и угрозы, а Майвандваль погиб от пыток из-за своей популярности (причём он представлял угрозу не Дауду, а НДПА). В декабре 1973 оставшиеся в живых обвиняемые были приговорены к смертной казни или длительным срокам лишения свободы.
Обострение отношений между Даудом и левыми офицерами из его окружения привело тому, что Файз Мухаммед в 1975 был перемещён на политически менее значимый пост министра границ (занимался отношениями с пуштунскими племенами). В 1977 он был отправлен послом в Индонезию.

## Деятель режима НДПА
После военного переворота 1978 (так называемой Саурской — Апрельской — революции) возобладавшие в новом руководстве члены конкурировавшей с «Парчам» фракции «Хальк» не предоставили ему руководящего поста — Файз Мохаммад был лишь перемещён в июле 1978 на пост посла в Ираке.
После ввода в Афганистан советских войск вошёл в состав ЦК НДПА и Революционного совета Афганистана, с 11 января 1980 — министр по делам границ. Руководил работой по налаживанию отношений с пуштунскими племенными вождями, негативно относившимися к режиму из-за леворадикальной политики «халькистского» режима в 1978—1979. Как бывший министр правительства Дауда пользовался авторитетом среди ряда вождей племён, с которыми он лично вёл переговоры о лояльности по отношению к власти НДПА.

## Гибель
В сентябре 1980 Файз Мухаммед с двумя сопровождающими находился в провинции Пактия, где участвовал в переговорном процессе с вождями пуштунского племени джадран. 11 сентября все трое были убиты моджахедами из отряда Джелалуддина Хаккани, принадлежавшего к Исламской партии Афганистана Юнуса Халеса. Был единственным министром правительства НДПА, погибшим во время исполнения своих обязанностей от рук представителей вооружённой оппозиции, нарушившей свойственное пуштунской традиции уважение к гостю. Существует объяснение, что Файз Мухаммед был убит в ответ на физическое уничтожение режимом НДПА видных религиозных деятелей страны в 1979, однако сам министр не мог быть к этому причастен, так как тогда находился на дипломатической службе.

## Награды
- Звание «Герой Демократической Республики Афганистан» с удостаиванием медали «Золотая звезда» и ордена Саурской революции (1986 год, посмертно).